# كأس آسيا 1996
أقيمت نهائيات كأس آسيا 1996 في الإمارات العربية المتحدة في الفترة ما بين 4 ديسمبر حتى 21 ديسمبر. توجت السعودية باللقب بعد تغلبها على البلد المضيف، الإمارات العربية المتحدة في المباراة النهائية التي جرت في أبوظبي.

## التصفيات
- الإمارات العربية المتحدة تأهل مباشرة بصفته المضيف
- اليابان تأهل مباشرة بصفته حامل اللقب

تنافس 33 منتخباً في التصفيات التمهيدية. جرى تقسيم الفرق على 10 مجموعات بحيث يحجز كل فريق متصدر مقعداً في النهائيات.
المنتخبات العشرة الأخرى المتأهلة هي:
| البلد                    | تأهل كـ                                     | تاريخ التأهيل | مشاركتهم السابقة في المباريات                |
| ------------------------ | ------------------------------------------- | ------------- | -------------------------------------------- |
| الإمارات العربية المتحدة | المستضيف                                    | 29 أبريل 1993 | 4 (1980، 1984، 1988، 1992)                   |
| اليابان                  | فائز كأس آسيا 1992                          | 8 نوفمبر 1992 | 2 (1988، 1992)                               |
| السعودية                 | الفائزون في الجولة التأهيلية من المجموعة 9  | 2 فبراير 1996 | 3 (1984، 1988، 1992)                         |
| الصين                    | الفائزون في الجولة التأهيلية من المجموعة 2  | 4 فبراير 1996 | 5 (1976، 1980، 1984، 1988، 1992)             |
| إندونيسيا                | الفائزون في الجولة التأهيلية من المجموعة 4  | 6 مارس 1996   | 0 (لأول مرة)                                 |
| أوزبكستان                | الفائزون في الجولة التأهيلية من المجموعة 8  | 19 يونيو 1996 | 0 (لأول مرة)                                 |
| الكويت                   | الفائزون في الجولة التأهيلية من المجموعة 10 | 20 يونيو 1996 | 5 (1972، 1976، 1980، 1984، 1988)             |
| إيران                    | الفائزون في الجولة التأهيلية من المجموعة 5  | 21 يوليو 1996 | 7 (1968، 1972، 1976، 1980، 1984، 1988، 1992) |
| تايلاند                  | الفائزون في الجولة التأهيلية من المجموعة 3  | 9 يوليو 1996  | 2 (1972، 1992)                               |
| سوريا                    | الفائزون في الجولة التأهيلية من المجموعة 7  | 19 يوليو 1996 | 3 (1980، 1984، 1988)                         |
| كوريا الجنوبية           | الفائزون في الجولة التأهيلية من المجموعة 1  | 11 أغسطس 1996 | 7 (1956، 1960، 1964، 1972، 1980، 1984، 1988) |
| العراق                   | الفائزون في الجولة التأهيلية من المجموعة 6  | 13 أغسطس 1996 | 2 (1972، 1976)                               |

ملاحظات:
- "غليظ" يشير إلى بطل العام
- "مائل" يشير إلى مستضيف العام

## الملاعب
| ملعب الشيخ زايد | ملعب طحنون بن محمد                                       |
| --------------- | -------------------------------------------------------- |
| أبوظبي          | العين                                                    |
| السعة: 60,000   | السعة: 15,000                                            |
|                 |                                                          |
| ملعب آل مكتوم   | أبوظبي العين دبيكأس آسيا 1996 (الإمارات العربية المتحدة) |
| دبي             | أبوظبي العين دبيكأس آسيا 1996 (الإمارات العربية المتحدة) |
| السعة: 12,000   | أبوظبي العين دبيكأس آسيا 1996 (الإمارات العربية المتحدة) |

## مرحلة المجموعات
جميع الأوقات حسب التوقيت المحلي (ت ع م+4)

### المجموعة أ
| فريق                     | لعب | ف | ت | خ | له | عليه | ف.أ | نقاط |
| ------------------------ | --- | - | - | - | -- | ---- | --- | ---- |
| الإمارات العربية المتحدة | 3   | 2 | 1 | 0 | 6  | 3    | +3  | 7    |
| الكويت                   | 3   | 1 | 1 | 1 | 6  | 5    | +1  | 4    |
| كوريا الجنوبية           | 3   | 1 | 1 | 1 | 5  | 5    | 0   | 4    |
| إندونيسيا                | 3   | 0 | 1 | 2 | 4  | 8    | −4  | 1    |

| الإمارات العربية المتحدة | 1–1   | كوريا الجنوبية    |
| ------------------------ | ----- | ----------------- |
| خميس سعد مبارك 40'       | تقرير | هاونغ سون-هونغ 9' |

| إندونيسيا                                 | 2–2   | الكويت                               |
| ----------------------------------------- | ----- | ------------------------------------ |
| ويديدو كاهيونو بوترو 20' · روني وابيا 40' | تقرير | هاني الصقر 73' · بدر حجي 84' (ركلة.) |

| الإمارات العربية المتحدة                                    | 3–2   | الكويت               |
| ----------------------------------------------------------- | ----- | -------------------- |
| حسن سعيد أحمد 53' · عدنان الطلياني 55' · سعد بخيت مبارك 80' | تقرير | جاسم الهويدي 9'، 44' |

| كوريا الجنوبية                                            | 4–2   | إندونيسيا                                 |
| --------------------------------------------------------- | ----- | ----------------------------------------- |
| كيم دو-هون 5' · هوانغ سون-هونغ 7'، 15' · كو جيونغ-وون 55' | تقرير | روني وابيا 58' · ويدودو كاهيونو بوترو 65' |

| الإمارات العربية المتحدة               | 2–0   | إندونيسيا |
| -------------------------------------- | ----- | --------- |
| حسن سعيد أحمد 15' · عدنان الطلياني 64' | تقرير |           |

| الكويت                               | 2–0   | كوريا الجنوبية |
| ------------------------------------ | ----- | -------------- |
| جاسم الهويدي 60' · بشار عبد الله 87' | تقرير |                |

### المجموعة ب
| فريق     | لعب | ف | ت | خ | له | عليه | ف.أ | نقاط |
| -------- | --- | - | - | - | -- | ---- | --- | ---- |
| إيران    | 3   | 2 | 0 | 1 | 7  | 3    | +4  | 6    |
| السعودية | 3   | 2 | 0 | 1 | 7  | 3    | +4  | 6    |
| العراق   | 3   | 2 | 0 | 1 | 6  | 3    | +3  | 6    |
| تايلاند  | 3   | 0 | 0 | 3 | 2  | 13   | −11 | 0    |

| السعودية                                                                                        | 6–0   | تايلاند |
| ----------------------------------------------------------------------------------------------- | ----- | ------- |
| خالد التيماوي 10' (ركلة.)، 29' (ر.ج.) · فهد المهلل 15'، 54' · خالد المولد 18' · سامي الجابر 52' | تقرير |         |

| إيران                | 1–2   | العراق                             |
| -------------------- | ----- | ---------------------------------- |
| علي دائي 90' (ركلة.) | تقرير | حسام فوزي 37' · خالد محمد صبار 69' |

| السعودية       | 1–0   | العراق |
| -------------- | ----- | ------ |
| فهد المهلل 26' | تقرير |        |

| تايلاند                | 1–3   | إيران                                               |
| ---------------------- | ----- | --------------------------------------------------- |
| كياتيسوك سيناموانغ 80' | تقرير | نعيم سعداوي 38' · مهرداد ميناوند 54' · علي دائي 70' |

| السعودية | 0–3   | إيران                                            |
| -------- | ----- | ------------------------------------------------ |
|          | تقرير | علي دائي 12' · كريم باقري 37' · خداداد عزيزي 47' |

| العراق                                  | 4–1   | تايلاند              |
| --------------------------------------- | ----- | -------------------- |
| حيدر محمود 17'، 50' · ليث حسين 23'، 63' | تقرير | دوسيت تشاليرمسان 26' |

### المجموعة ج
| فريق      | لعب | ف | ت | خ | له | عليه | ف.أ | نقاط |
| --------- | --- | - | - | - | -- | ---- | --- | ---- |
| اليابان   | 3   | 3 | 0 | 0 | 7  | 1    | +6  | 9    |
| الصين     | 3   | 1 | 0 | 2 | 3  | 3    | 0   | 3    |
| سوريا     | 3   | 1 | 0 | 2 | 3  | 6    | −3  | 3    |
| أوزبكستان | 3   | 1 | 0 | 2 | 3  | 6    | −3  | 3    |

| اليابان                                   | 2–1   | سوريا          |
| ----------------------------------------- | ----- | -------------- |
| حسان عباس 85' (هـ.ذ.) · تاكويا تاكاغي 88' | تقرير | نادر جوخدار 8' |

| الصين | 0–2   | أوزبكستان                       |
| ----- | ----- | ------------------------------- |
|       | تقرير | شكفيرين 78' · أوليغ شاتسكيخ 90' |

| اليابان                                                           | 4–0   | أوزبكستان |
| ----------------------------------------------------------------- | ----- | --------- |
| هيروشي نانامي 7' · كازويوشي ميورا 37' · ماساكييو مايزونو 86'، 90' | تقرير |           |

| سوريا | 0–3   | الصين                                      |
| ----- | ----- | ------------------------------------------ |
|       | تقرير | ما مينغيو 35' · غاو فينغ 49' · لي بينغ 73' |

| اليابان        | 1–0   | الصين |
| -------------- | ----- | ----- |
| ناوكي سوما 90' | تقرير |       |

| أوزبكستان                 | 1–2   | سوريا                               |
| ------------------------- | ----- | ----------------------------------- |
| سيرغي ليبيديف 53' (ركلة.) | تقرير | نادر جوخدار 48' · علي الشيخ ديب 74' |

### ترتيب الفرق الحاصلة على المركز الثالث
تم عقد مقارنة بين الفرق التي احلت المركز الثالث في كل مجموعة عند انتهاء مرحلة المجموعات. صعد أفضل فريقين حصلوا على المركز الثالث إلى ربع النهائي.
| مجموعة | فريق           | لعب | ف | ت | خ | له | عليه | ف.أ | نقاط |
| ------ | -------------- | --- | - | - | - | -- | ---- | --- | ---- |
| ب      | العراق         | 3   | 2 | 0 | 1 | 6  | 3    | +3  | 6    |
| أ      | كوريا الجنوبية | 3   | 1 | 1 | 1 | 5  | 5    | 0   | 4    |
| ج      | سوريا          | 3   | 1 | 0 | 2 | 3  | 6    | −3  | 3    |

تأهلت العراق (أفضل الثوالث) وكوريا الجنوبية (ثاني أفضل الثوالث) إلى الدور ربع النهائي.

## مرحلة خروج المغلوب
جميع الأوقات حسب التوقيت المحلي (ت ع م+4)
|  | ربع النهائي                       | ربع النهائي        |                          |       | نصف النهائي | نصف النهائي |  |  | النهائي | النهائي |
|  |                                   |                    |                          |       |             |             |  |  |         |         |
|  | 15 ديسمبر – أبوظبي                |                    |                          |       |             |             |  |  |         |         |
|  |                                   |                    |                          |       |             |             |  |  |         |         |
|  | الإمارات العربية المتحدة (ب.و.إ.) | 1                  |                          |       |             |             |  |  |         |         |
|  | الإمارات العربية المتحدة (ب.و.إ.) | 1                  | 18 ديسمبر – أبوظبي       |       |             |             |  |  |         |         |
|  | العراق                            | 0                  |                          |       |             |             |  |  |         |         |
|  | العراق                            | 0                  | الإمارات العربية المتحدة | 1     |             |             |  |  |         |         |
|  | 15 ديسمبر – العين                 |                    | الإمارات العربية المتحدة | 1     |             |             |  |  |         |         |
|  |                                   | الكويت             | 0                        |       |             |             |  |  |         |         |
|  | الكويت                            | الكويت             | 0                        | 2     |             |             |  |  |         |         |
|  | الكويت                            |                    | 21 ديسمبر – أبوظبي       | 2     |             |             |  |  |         |         |
|  | اليابان                           | 0                  |                          |       |             |             |  |  |         |         |
|  | اليابان                           | 0                  | الإمارات العربية المتحدة | 0 (2) |             |             |  |  |         |         |
|  | 16 ديسمبر – دبي                   |                    | الإمارات العربية المتحدة | 0 (2) |             |             |  |  |         |         |
|  |                                   | السعودية (ر.ج.ت)   | 0 (4)                    |       |             |             |  |  |         |         |
|  | كوريا الجنوبية                    | السعودية (ر.ج.ت)   | 0 (4)                    | 2     |             |             |  |  |         |         |
|  | كوريا الجنوبية                    | 18 ديسمبر – أبوظبي |                          | 2     |             |             |  |  |         |         |
|  | إيران                             | 6                  |                          |       |             |             |  |  |         |         |
|  | إيران                             | 6                  | إيران                    | 0 (3) |             |             |  |  |         |         |
|  | 16 ديسمبر – أبوظبي                |                    | إيران                    | 0 (3) |             |             |  |  |         |         |
|  |                                   | السعودية (ر.ج.ت)   | 0 (4)                    |       |             |             |  |  |         |         |
|  | السعودية                          | السعودية (ر.ج.ت)   | 0 (4)                    | 4     |             |             |  |  |         |         |
|  | السعودية                          |                    |                          | 4     |             |             |  |  |         |         |
|  | الصين                             | 3                  |                          |       |             |             |  |  |         |         |
|  | الصين                             | 3                  |                          |       |             |             |  |  |         |         |

### ربع النهائي
| الإمارات العربية المتحدة | 1–0 (ب.و.إ.) | العراق |
| ------------------------ | ------------ | ------ |
| عبد الرحمن إبراهيم 103'  | تقرير        |        |

| الكويت                | 2–0   | اليابان |
| --------------------- | ----- | ------- |
| جاسم الهويدي 17'، 54' | تقرير |         |

| كوريا الجنوبية                    | 2–6   | إيران                                                                  |
| --------------------------------- | ----- | ---------------------------------------------------------------------- |
| كيم دو-هون 11' · شين تاي-يونغ 35' | تقرير | كريم باقري 31' · خداداد عزيزي 52' · علي دائي 66'، 76'، 83'، 89' (ر.ج.) |

| السعودية                                                 | 4–3   | الصين                              |
| -------------------------------------------------------- | ----- | ---------------------------------- |
| يوسف الثنيان 31'، 65' · سامي الجابر 34' · فهد المهلل 43' | تقرير | جانغ إنهوا 6'، 89' · بينغ ويغو 16' |

### نصف النهائي
| الإمارات العربية المتحدة | 1–0   | الكويت |
| ------------------------ | ----- | ------ |
| حسن سعيد أحمد 69'        | تقرير |        |

| إيران | 0–0 (ب.و.إ.) | السعودية |
| ----- | ------------ | -------- |
|       | تقرير        |          |

### مباراة المركز الثالث
| إيران        | 1–1   | الكويت           |
| ------------ | ----- | ---------------- |
| علي دائي 40' | تقرير | جاسم الهويدي 15' |

### النهائي
| الإمارات العربية المتحدة | 0–0 (ب.و.إ.) | السعودية |
| ------------------------ | ------------ | -------- |
|                          | تقرير        |          |

## الفائز[1]
| فائز كأس آسيا 1996         |
| -------------------------- |
| · السعودية · للمرة الثالثة |

## الجوائز

### أفضل لاعب
- خداداد عزيزي

### الهداف
- علي دائي – 8 أهداف

### أفضل حارس مرمى
- محمد الدعيع

### جائزة اللعب النظيف
- إيران

### فريق النجوم
| حارس مرمى   | المدافعون                              | لاعبي وسط                                          | المهاجمون                        |
| ----------- | -------------------------------------- | -------------------------------------------------- | -------------------------------- |
| محمد الدعيع | عبد الله زبرماوي يوسف صالح محمد خاكبور | مهرداد ميناوند محمد علي خالد المولد سعد بخيت مبارك | فهد المهلل جاسم الهويدي علي دائي |

## إحصائيات

### مسجلي الأهداف
8 أهداف
- علي دائي

6 أهداف
- جاسم الهويدي

4 أهداف
- فهد المهلل

3 أهداف
- هوانغ سون-هونغ
- حسن سعيد

هدفين
- جانغ إنهوا
- ويدودو بوترو
- روني وابيا
- خداداد عزيزي
- كريم باقري
- حيدر محمود
- ليث حسين
- ماساكييو مايزونو
- كيم دو-هون
- سامي الجابر
- خالد التيماوي
- يوسف الثنيان
- نادر جوخدار
- عدنان الطلياني

هدف
- غاو فينغ
- ما مينغيو
- لي بينغ
- بينغ ويغو
- مهرداد ميناوند
- نعيم سعداوي
- حسام فوزي
- خالد محمد صبار
- كازويوشي ميورا
- هيروشي نانامي
- ناوكي سوما
- تاكويا تاكاغي
- كو جيونغ-وون
- شين تاي-يونغ
- بشار عبد الله
- بدر حجي
- هاني الصقر
- خالد المولد
- علي الشيخ ديب
- دوسيت تشاليرمسان
- كياتيسوك سيناموانغ
- عبد الرحمن إبراهيم
- سعد بخيت مبارك
- خميس سعد
- سيرغي ليبيديف
- أوليغ شاتسكيخ
- إيغور شكفيرين

هدف ذاتي
- حسان عباس (لصالح اليابان)

### الأهداف حسب المنتخب
| 14 هدف - إيران 11 هدف - السعودية 9 أهداف - الكويت 8 أهداف - الإمارات العربية المتحدة 7 أهداف - اليابان - كوريا الجنوبية | 6 أهداف - الصين - العراق 4 أهداف - إندونيسيا 3 أهداف - سوريا - أوزبكستان هدفين - تايلاند |

### المراكز النهائية
| مركز                     | فريق                     | لعب | ف | ت | خ | له | عليه | ف.أ | نقاط | فعالية |
| ------------------------ | ------------------------ | --- | - | - | - | -- | ---- | --- | ---- | ------ |
| 1                        | السعودية                 | 6   | 3 | 2 | 1 | 11 | 6    | +5  | 11   | 61.1%  |
| 2                        | الإمارات العربية المتحدة | 6   | 4 | 2 | 0 | 8  | 3    | +5  | 14   | 77.8%  |
| 3                        | إيران                    | 6   | 3 | 2 | 1 | 14 | 6    | +8  | 11   | 61.1%  |
| 4                        | الكويت                   | 6   | 2 | 2 | 2 | 9  | 7    | +2  | 8    | 44.4%  |
| خرجوا في ربع النهائي     |                          |     |   |   |   |    |      |     |      |        |
| 5                        | اليابان                  | 4   | 3 | 0 | 1 | 7  | 3    | +4  | 9    | 75.0%  |
| 6                        | العراق                   | 4   | 2 | 0 | 2 | 6  | 4    | +2  | 6    | 50.0%  |
| 7                        | كوريا الجنوبية           | 4   | 1 | 1 | 2 | 7  | 11   | −4  | 4    | 33.3%  |
| 8                        | الصين                    | 4   | 1 | 0 | 3 | 6  | 7    | −1  | 3    | 25.0%  |
| خرجوا في مرحلة المجموعات |                          |     |   |   |   |    |      |     |      |        |
| 9                        | سوريا                    | 3   | 1 | 0 | 2 | 3  | 6    | −3  | 3    | 33.3%  |
| 10                       | أوزبكستان                | 3   | 1 | 0 | 2 | 3  | 6    | −3  | 3    | 33.3%  |
| 11                       | إندونيسيا                | 3   | 0 | 1 | 2 | 4  | 8    | −4  | 1    | 11.1%  |
| 12                       | تايلاند                  | 3   | 0 | 0 | 3 | 2  | 13   | −11 | 0    | 0.0%   |

## روابط خارجية
- تفاصيل على RSSSF